# Umarmungen und andere Sachen
Umarmungen und andere Sachen (Alternativtitel: Umarmungen – und 1 Million zuviel) ist ein deutscher Spielfilm aus dem Jahre 1975 über den Versuch einer Liebe zu dritt. Sydne Rome, Jean-Pierre Léaud und Anny Duperey spielen die Hauptrollen.

## Handlung
Zwei junge, miteinander befreundete Frauen haben sich entschlossen, dem Stadtleben Adieu zu sagen und lassen sich auf einem abgelegenen Bauernhof nieder. Hier wollen sie ihre Vergangenheit vergessen machen und sich eine eigene, utopische Lebenswelt errichten. Maria hat sich in ihrem Beruf als Werbefotografin nicht mehr ausgefüllt gefühlt und begibt sich mit diesem Experiment auf Sinnsuche. Jennifer wiederum hielt es daheim nicht mehr aus und floh vor dem andauernden Terror ihres Ehemannes. Zu ihnen stößt der sanftmütig-versponnene Tom, ein Träumer und Geschichtenerzähler, den die Wirklichkeit nicht interessiert. Der junge Mann wurde unmittelbar zuvor von einem tölpelhaften Bankräuber in der bestohlenen Bank, wo er lediglich Geld abheben wollte, als „Geisel“ genommen und gezwungen, ihm mit seinem Auto bei der Flucht zu helfen. Doch sein klappriger VW-Käfer streikt, und die Gangster türmen. Zurück blieb Tom – samt Beute aus dem Überfall.
Nun leben die Drei ganz ohne Zwänge in den Tag hinein. Sie tun lediglich das, wonach ihnen gerade der Sinn steht und sei es im angezogenen Zustand in einer Wanne, die inmitten einer Wiese steht, ein Schaumbad zu nehmen. Doch ein Scheitern dieser Utopie ist programmiert. Der Versuch eines Lebens oder gar einer Liebe zu dritt scheitert daran, dass die Realität nicht die geringste Möglichkeit für ihre alle Konventionen negierende Lebenseinstellung zulässt. Außerdem schwirren um sie allerlei skurrile bayerische Typen herum, die sie kaum eine Sekunde in Ruhe lassen: etwa der Landpolizist, der ein Auge auf die beiden Damen geworfen hat, ein alter Bauer, der ständig von der Weltrevolution schwadroniert, oder Toms zickige Ex Lila, der die nach ihrer Beute fahndenden Bankräuber nachstellen. Schließlich taucht auch noch zu allem Überfluss Jennifers hartnäckiger Ex, Alfred Lämmer, auf, der seine Frau unbedingt zurückgewinnen will…

## Produktion
Der Film passierte die FSK-Prüfung am 13. November 1975 und wurde am 15. Januar 1976 uraufgeführt.

## Kritiken
„Man nehme: drei international renommierte Schauspieler (…) die proben also das Leben zu dritt auf dem bayrischen Land. Man nehme also ferner einen schlitzohrigen Dorfbullen, ein dickes Pferd, viel Heu, einen Regenbogen, eine Blaskapelle, viel Regen, als Kontrast eine Amateur-Bankräuber-Clique mit Gangstermolly, einen spinnerten Werbemanager, ein paar komische Amerikaner, dazu einen anarchistischen Großvater, der in der Scheune, begleitet von Explosionen, Schnaps brennt. Und weil soviel programmierter Humor immer noch nicht reicht, schnabulieren die beiden Damen in Modellkleidern auf den grünen, grünen Wiesen, wird ein bißchen diskutiert, und zum Schluß eine ganze Million im Adidas-Beutel eingesackt. Was sich Jochen Richter, Regisseur, bisher außer jeder Menge Dokumentationen mit einem Spielfilm ("Die Ameisen kommen", 73) hervorgetreten, bei diesem albernen Versuch einer Komödie mit Tiefgang eigentlich gedacht hat, bleibt im Dunkeln wie die zwei superkurzen Umarmungsszenen nach dem "Bäumchen-wechseldich"-Muster. Modisch auffrisierte Langeweile und abgestümpeites Action-Gehampel reichen halt noch nicht für ein Lustspiel.“

„Bankraub, Zivilisationsflucht und bayerische Typen als Motive eines satirisch angelegten Films mit einer Liebesgeschichte zu dritt. Richard Lester und französische Komödien zwischen Realismus und Surrealismus dienten offensichtlich als Vorbilder. Was die Autoren wirklich wollten, ist nicht auszumachen.“

„Autorenkino zwischen Kunst und Klamauk.“